# Macrae’s Monument

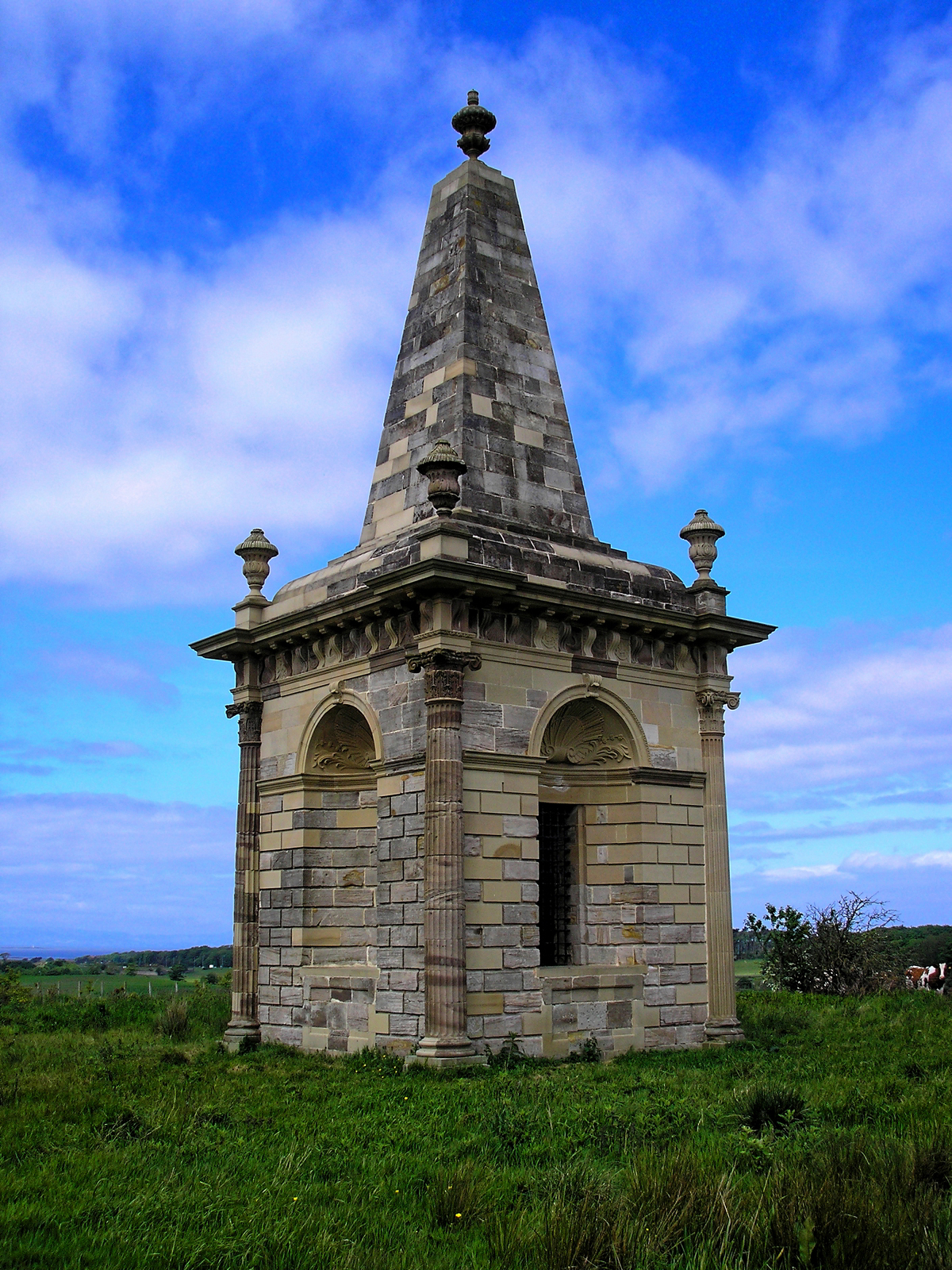
Macrae’s Monument

Das Macrae’s Monument ist ein Denkmal zu Ehren des Seemanns und späteren Präsidenten von Fort St. George James Macrae. Es liegt nahe der schottischen Ortschaft Monkton in der Council Area South Ayrshire. 1971 wurde das Bauwerk in die schottischen Denkmallisten zunächst in der Denkmalkategorie B aufgenommen. Die Hochstufung in die höchste Denkmalkategorie A erfolgte 1994.

## Geschichte
James Macrae stammte aus Ayrshire und kehrte nach seiner internationalen Karriere dorthin zurück. Er verstarb 1744 in Monkton House. Zum Gedenken an Macrae wurde 1748 ein Denkmal errichtet, welches jedoch kurz darauf einstürzte. Im Jahre 1750 wurde es wiederaufgebaut. Im Rahmen von Bauarbeiten im 20. Jahrhundert wurden unterhalb des Monuments die menschlichen Überreste von sechs Personen gefunden. Als Todeszeitraum wurde die Mitte des 18. Jahrhunderts identifiziert. Nur zwei der Personen scheinen dort nach der üblichen christlichen Tradition beigesetzt worden zu sein. Ihre Identitäten sind ungeklärt. Es existieren jedoch Erzählungen Freunde Macraes hätten dessen Leichnam exhumiert und unterhalb des Denkmals bestattet.

## Beschreibung
Das Bauwerk liegt isoliert auf einer Anhöhe rund 500 m nordöstlich von Monkton. Der Sandsteinbau besitzt einen quadratischen Sockel. Das Mauerwerk ist rustiziert und an den Kanten mit korinthischen Säulen gestaltet. An allen Seiten sind ornamentierte Nischen mit Rundbögen eingelassen. Darüber läuft ein Fries um. Auf dem Sockel sitzt ein stumpfer Obelisk mit quadratischem Grundriss. Das Bauwerk ist rund zehn Meter hoch.